# 平野長泰
平野長泰（日语：／ Hirano Nagayasu，1559年—1628年6月8日），是日本戰國時代武將，賤岳七本槍之一。年輕的時候仕奉羽柴秀吉。在賤岳之戰後成為賤岳七本槍，最後為大和国十市郡田原本5000石知行。關原之戰後，成為了德川秀忠的旗本，但沒有成為大名（平野氏直到1868年才被升格為大名），是為田原本藩之祖。在大坂之役中，留守在江戶城。1628年（寬永5年）逝世。